# Caracena
Caracena ist ein kleines Bergdorf und gleichzeitig das Zentrum einer Gemeinde (municipio) mit nur noch 14 Einwohnern (Stand: 2024) in der spanischen Provinz Soria in der Autonomen Gemeinschaft Kastilien-León. Sehenswert ist es vor allem wegen seiner Lage, aber auch wegen der beiden romanischen Kirchen im Ortskern, der im Jahr 2009 als Kulturgut (Bien de Interés Cultural) in der Kategorie Conjunto histórico-artístico eingestuft wurde.

## Lage
Der Ort Caracena liegt in der kargen Berglandschaft im Südwesten der Provinz Soria in einer Höhe von ca. 1080 m. Die Entfernung zur nächstgelegenen Stadt, Burgo de Osma, beträgt etwa 27 km (Fahrtstrecke) in nördlicher Richtung. Unweit des Ortes entspringt der Río Caracena, der den Ort jahrhundertelang mit Wasser versorgte; in den windgeschützten Tallagen an seinen Ufern wachsen sogar einige Bäume. Der etwa 10 km westlich gelegene Ort Montejo de Tiermes kann im Rahmen einer Wanderung erreicht werden. Das Klima ist gemäßigt bis warm; Regen (ca. 510 mm/Jahr) fällt übers Jahr verteilt.

## Bevölkerungsentwicklung
| Jahr      | 1857 | 1900 | 1950 | 2000 | 2020 |
| Einwohner | 240  | 169  | 169  | 23   | 14   |

Die Mechanisierung der Landwirtschaft, die Aufgabe von bäuerlichen Kleinbetrieben und die zunehmende Trockenheit der Bergregion führten zu einem Verlust an Arbeitsplätzen, wodurch wiederum eine Landflucht ausgelöst wurde. Der letzte Ort im Tal, Santa María del Val, wurde bereits in den 1960er Jahren völlig verlassen.

## Wirtschaft
Auf den kargen Böden der kalten Hochflächen der Provinz Soria war – mit Ausnahme von Gerste – kaum Getreideanbau möglich. Die Bevölkerung lebte jahrhundertelang von der Zucht von Schafen und Ziegen, aus deren Milch Käse hergestellt wurde, der sich nach mühsamem Transport auf dem Markt in Burgo de Osma verkaufen oder gegen Mehl etc. eintauschen ließ. Die Wolle der Schafe wurde versponnen und im Winter zu Stoffbahnen verwoben, aus denen einfache Kleidung hergestellt wurde. Ziegenhaare eigneten sich nur zur Herstellung von wetterfesten Überwürfen (ponchos) oder von Säcken, Seilen etc.

## Geschichte
Kelten, Römer und Westgoten haben keine archäologisch verwertbaren Spuren hinterlassen; wahrscheinlich waren es Jäger und Hirten, die das Hochtal zuerst entdeckten. Die nachweisbare Geschichte des Caracenas reicht bis in die maurisch-islamische Zeit zurück, als auf einer nahegelegenen Bergkuppe ein Wachturm (atalaya) errichtet wurde. Im Mittelalter besiedelten Christen aus dem Norden aber auch aus dem Süden der Iberischen Halbinsel (Mozaraber) den Ort. Die ältesten schriftlichen Nachweise über die Existenz des Ortes stammen aus dem 12. Jahrhundert. Ob das Klima in der damaligen Zeit wärmer und/oder regenreicher war, lässt sich derzeit nicht sagen – jedenfalls gehörten im Jahre 1136 mehr als 30 Weiler bzw. Einzelgehöfte zum Ort Caracena, in welchem bereits im 12. Jahrhundert neben den beiden romanischen Kirchen auch eine Burg (castillo) entstanden sein muss, die jedoch später niedergerissen wurde und erst gegen Ende des 15. Jahrhunderts neu entstand. Aus dieser Zeit ist auch die Entsendung von Inquisitoren überliefert, da im Ort mindestens eine Synagoge existierte. Danach schweigen die Quellen zur Geschichte des Ortes.

## Sehenswürdigkeiten

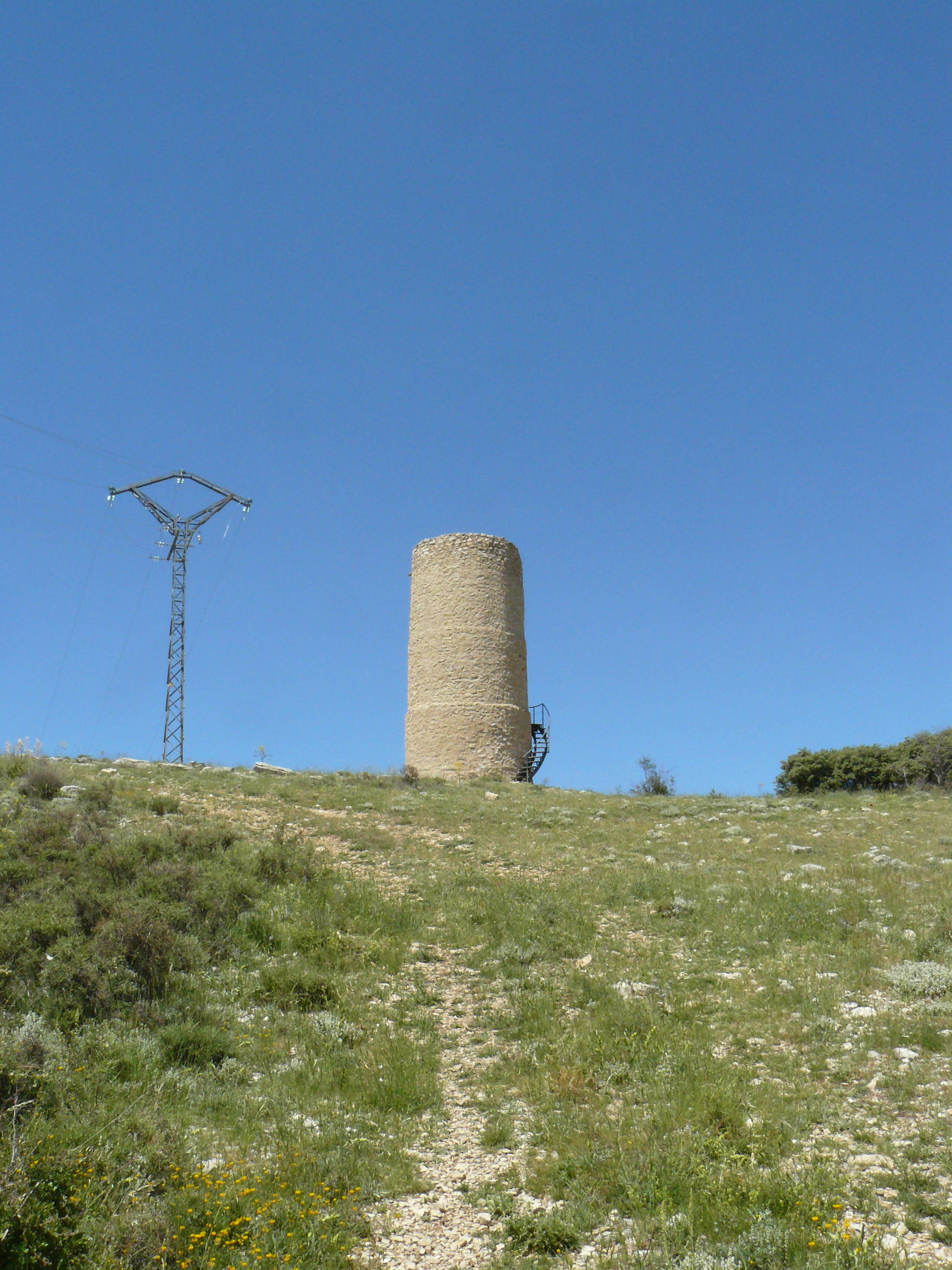
Atalaya de Caracena

Aufgrund der langen Geschichte und der Abgelegenheit von Caracena haben sich im Ort mehrere bedeutende Zeugnisse der kastilischen Geschichte erhalten:

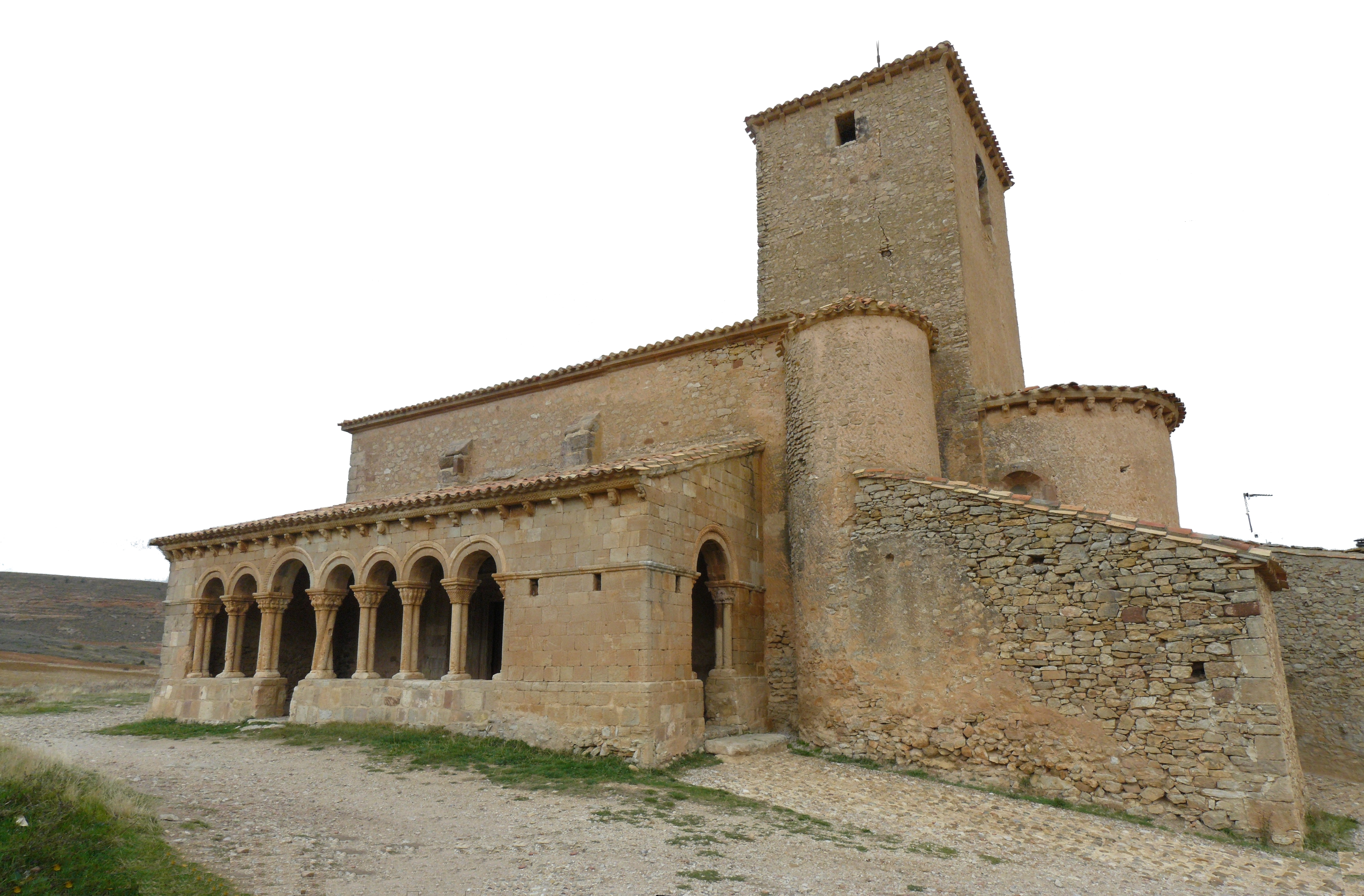
Caracena – Kirche San Pedro

- Der aus maurischer Zeit (10. Jahrhundert) stammende dreigeschossige, aber fensterlose Wachturm (atalaya) erhebt sich auf rundem Grundriss auf einem Bergsattel ca. 3 km nördlich des Ortes. Er ist bis zu einer Höhe von ca. 8,80 m erhalten. Der Eingang liegt ca. 2,50 m oberhalb des Bodenniveaus und war früher nur über eine Leiter (und/oder Strickleiter) zu erreichen. Das Untergeschoss diente wahrscheinlich als Lager für Lebensmittel und Wasser, im Mittelgeschoss befand sich das Waffenlager und im Obergeschoss der Aufenthalts- und Schlafraum.[4]
- Die einschiffige und nahezu fensterlose romanische Kirche San Pedro hat eine gut erhaltene Südvorhalle (portico oder galería porticada), wie sie im Norden Spaniens (Provinzen Burgos, Soria, aber auch in der Umgebung von Segovia) häufiger vorkommt. Der Zweck dieser Vorhallen ist letztlich unklar – Wetterschutz, Gebets- und Wandelgang bzw. repräsentativer Eingang zur Kirche und/oder hoheitliches Ambiente für einen Versammlungs- und Gerichtsplatz der männlichen Bevölkerung. Die asymmetrisch angelegte siebenbogige Vorhalle zeigt eine gedrehte Säule mit vier Schäften sowie Kapitelle, wie sie ganz ähnlich auch im Kreuzgang (claustro) des etwa 70 km (Luftlinie) nördlich gelegenen Klosters Santo Domingo de Silos vorkommt; ein weiterer Bogen befindet sich an der östlichen Schmalseite der Vorhalle. Der Glockenturm der Kirche erhebt sich über einem Vorchorjoch unmittelbar vor der Apsis und wird begleitet von einem runden Treppenturm auf seiner Südseite.[5]
- Die unweit davon stehende und ebenfalls einschiffige Kirche Santa María ist etwa gleich groß. Sie hat einen Westturm und ein Vorchorjoch; ihr fehlt jedoch die Südvorhalle. Zu beiden Seiten des Langhauses öffnete sich jeweils ein Portal: Das zurückhaltend, aber dennoch fein dekorierte – inzwischen leider zugemauerte – hochromanische Nordportal führte zum unmittelbar anschließenden Friedhof; das eher unscheinbare romanische Südportal verbirgt sich hinter einem neuzeitlichen Vorbau. Die einschiffige Kirche ist nahezu fensterlos, doch die beiden schmalen Fenster der Apsis und in der (später angebauten?) Sakristei sind von außergewöhnlicher Schönheit: Das Apsisfenster zeigt eine hochromanische Rahmung mit Säulen und Tierkapitellen, über denen sich zwei Archivoltenbögen mit handwerklich exakt gearbeiteten Flechtbandmustern erheben; der Rahmen des – aus einem Stein gefertigten – Fensters der Sakristei ist auf der Innenseite abgefast; die innere Füllung besteht aus einem mehrfach verschlungenen unendlichen Flechtbandmotiv im maurischen bzw. mozarabischen Stil. Ähnliche Formen finden sich bei zwei weiteren kleinen Fenstern in der Südwand der Kirche.[6]

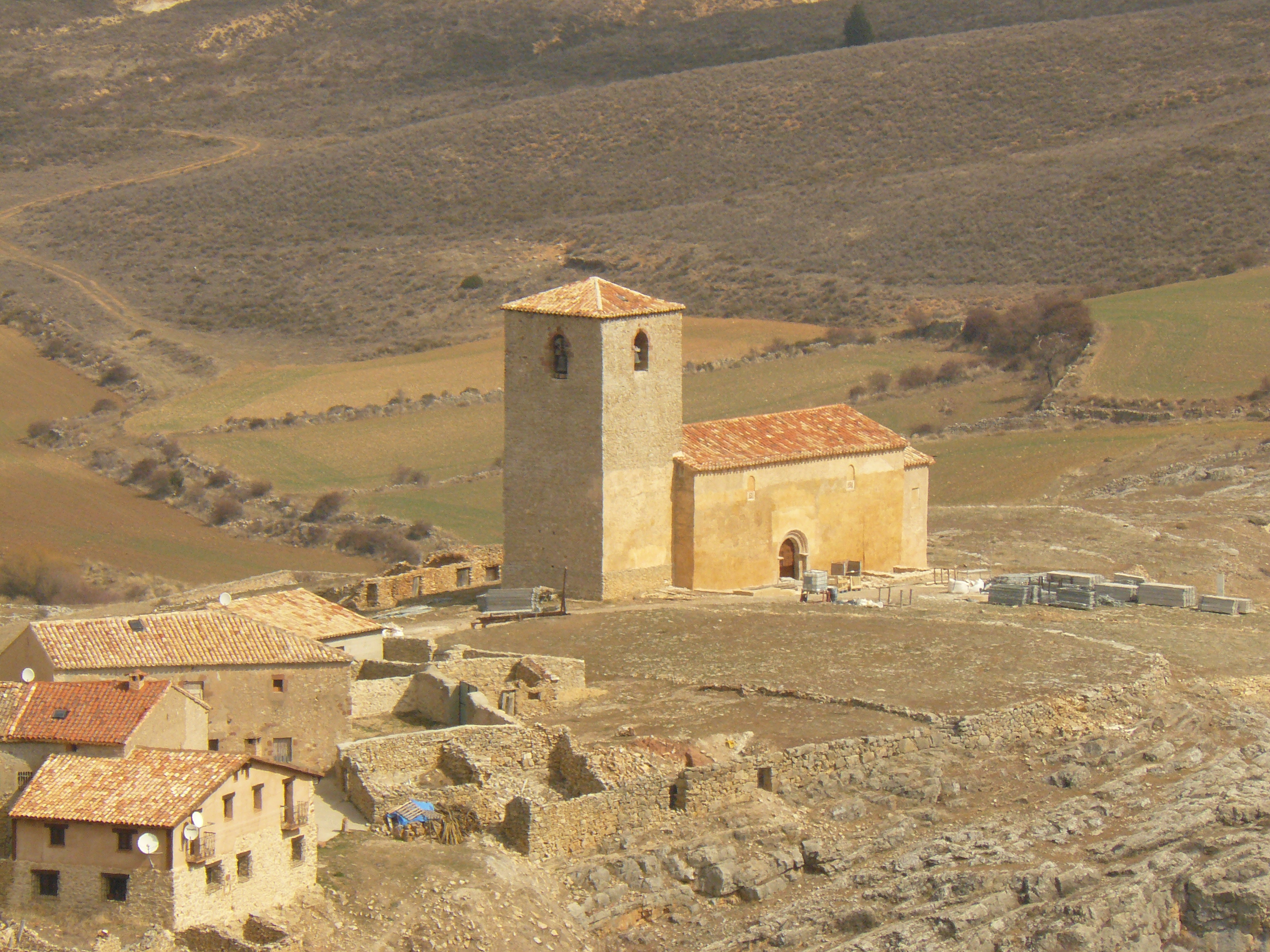
Kirche Santa María
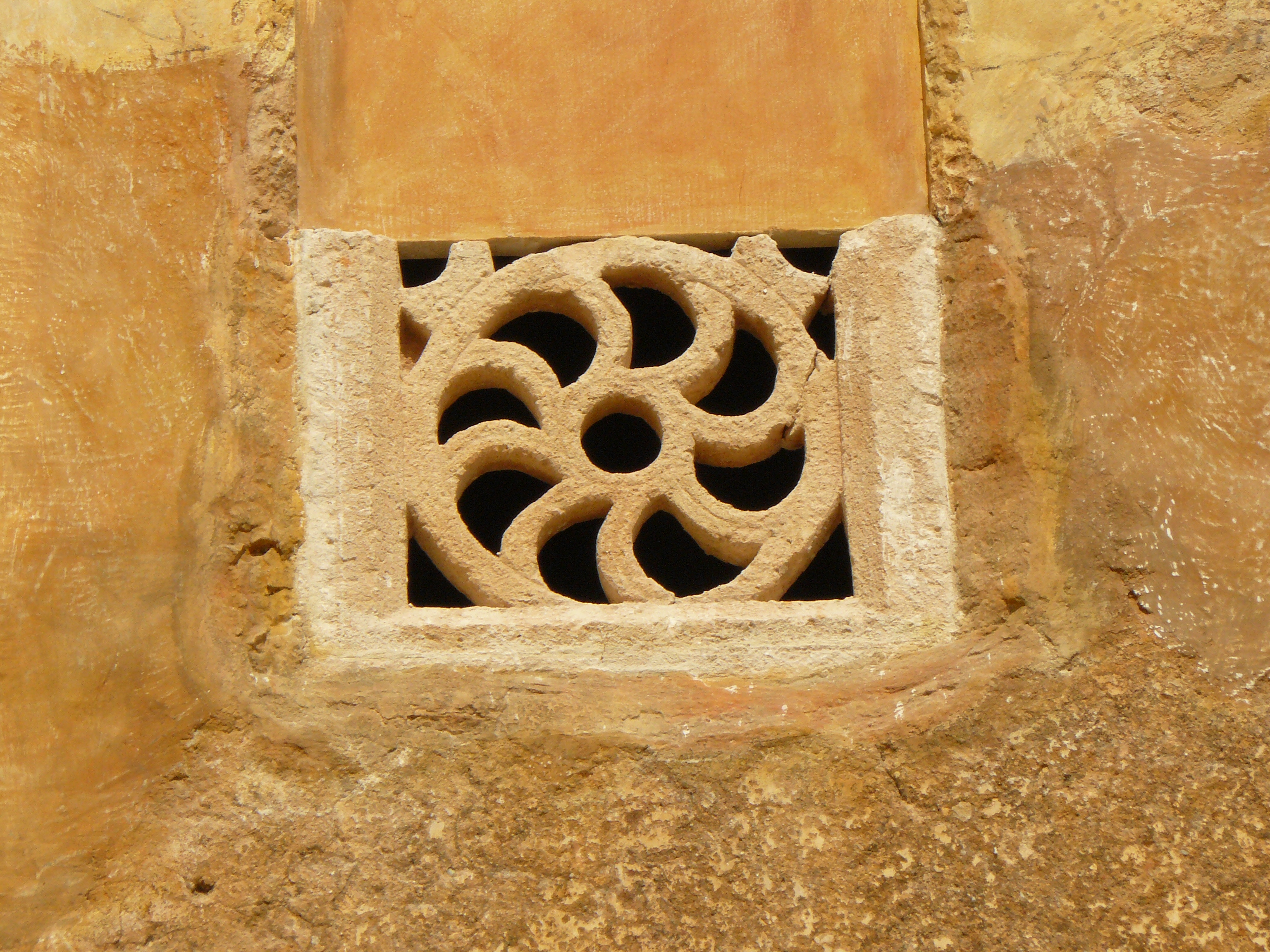
Fenster mit Wirbelrad
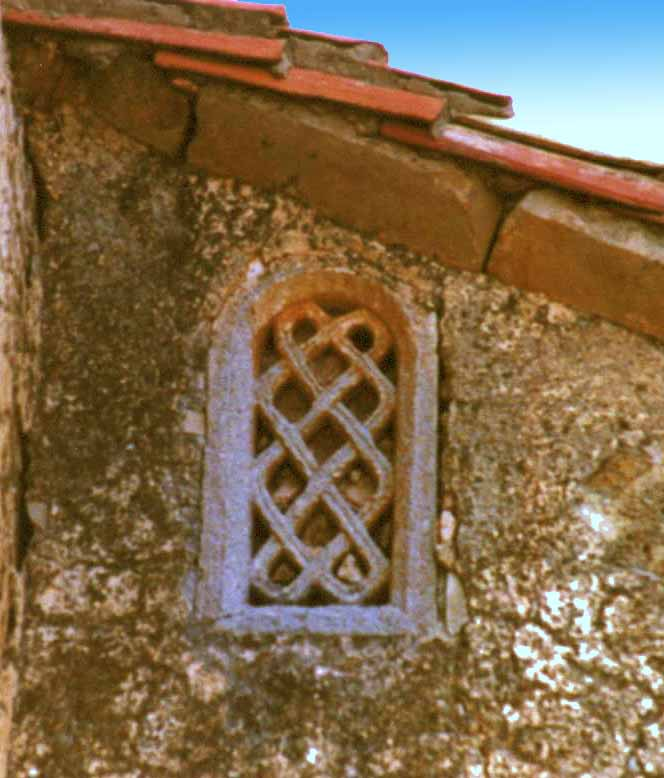
Fenster mit Flechtband (celosía)
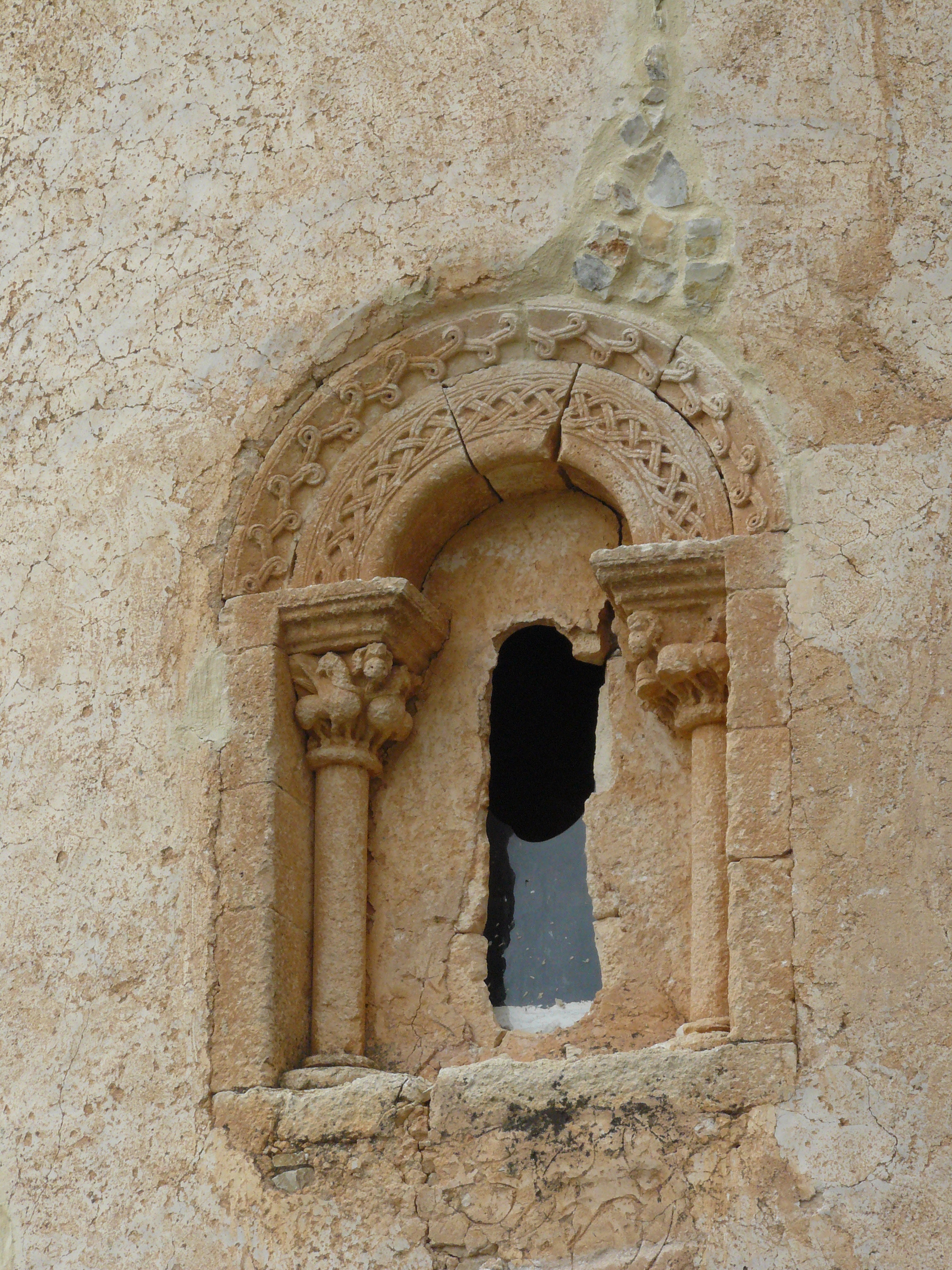
Apsisfenster
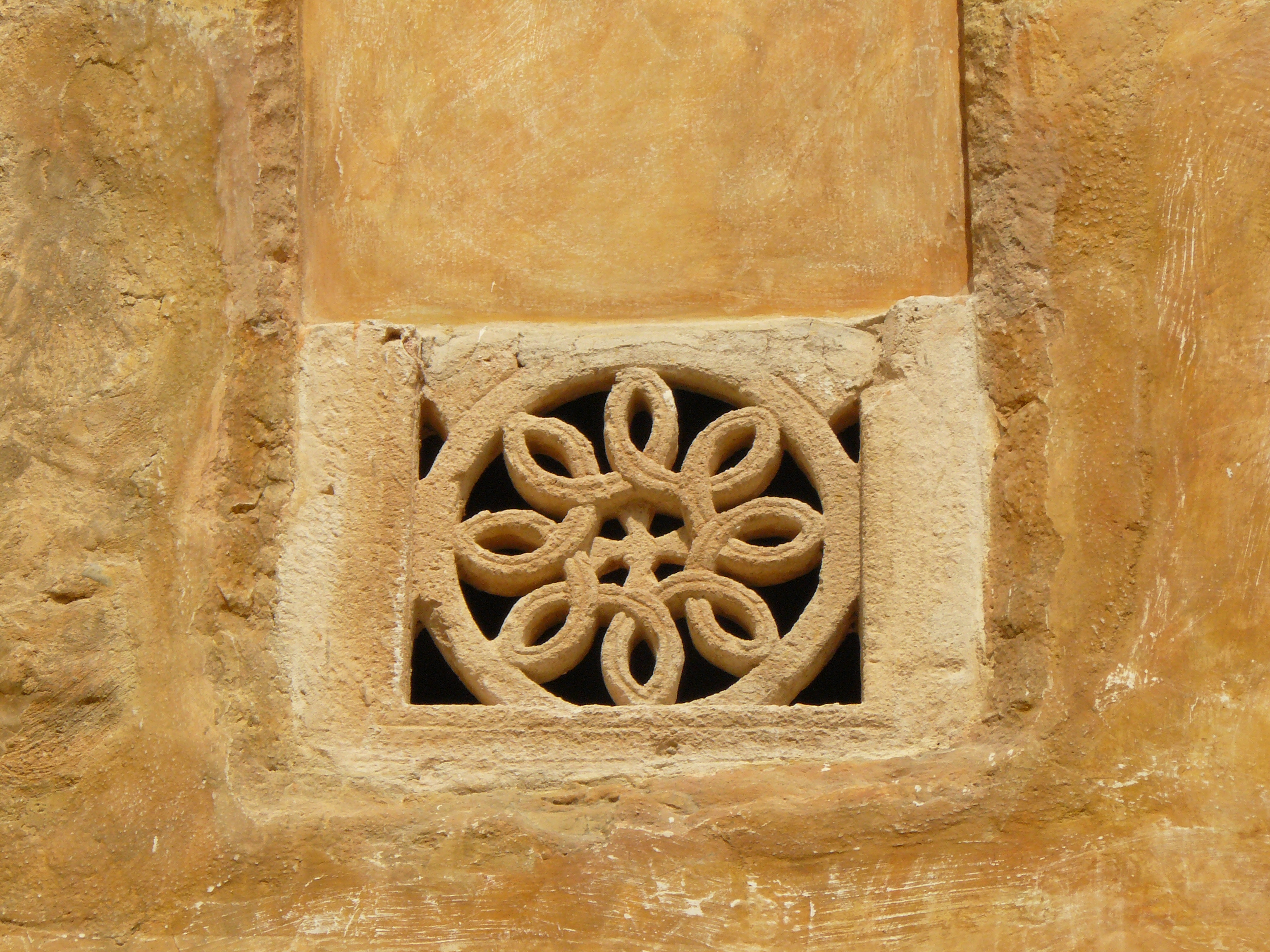
Fenster in der Südwand

- Die mittelalterlich anmutende Burgruine (castillo) von Caracena stammt aus dem späten 15. Jahrhundert und erhebt sich etwa 500 m südlich des Ortskerns in felsigem Gelände hoch über einer Schlucht. Der Kernbau mit seinem quadratischen Bergfried (torre del homenaje) ist umgeben von einer imposanten, etwa 300 m langen und mit mehreren Halbrundtürmen gesicherten und stabilisierten Mauer. Der zwischen den beiden Mauern befindliche „Zwinger“ ist nahezu vollständig erhalten.[7]
- In der Ortsmitte steht ein viereckiges Gebäude, welches traditionell als Gefängnis (cárcel) bezeichnet wird.
- Unweit davon erhebt sich eine Gerichtssäule (rollo de justítia oder picota) aus dem Jahr 1738.
- Eine mittelalterliche Brücke mit nur einem – in der Mitte hochgezogenen – Bogen überspannt etwas nördlich des Ortes den Río Caracena, der nach langanhaltenden oder heftigen Regenfällen (Gewitter) enorm anschwellen kann.

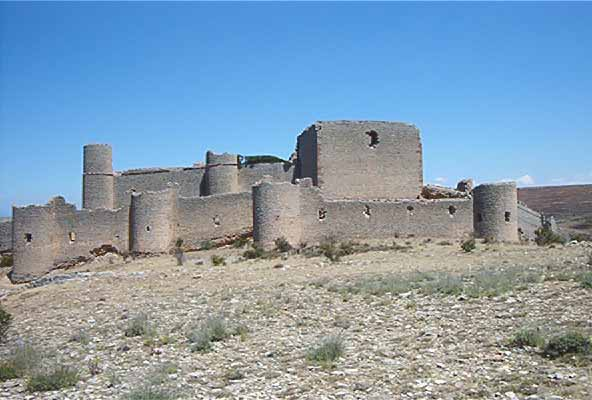
Burg von Caracena
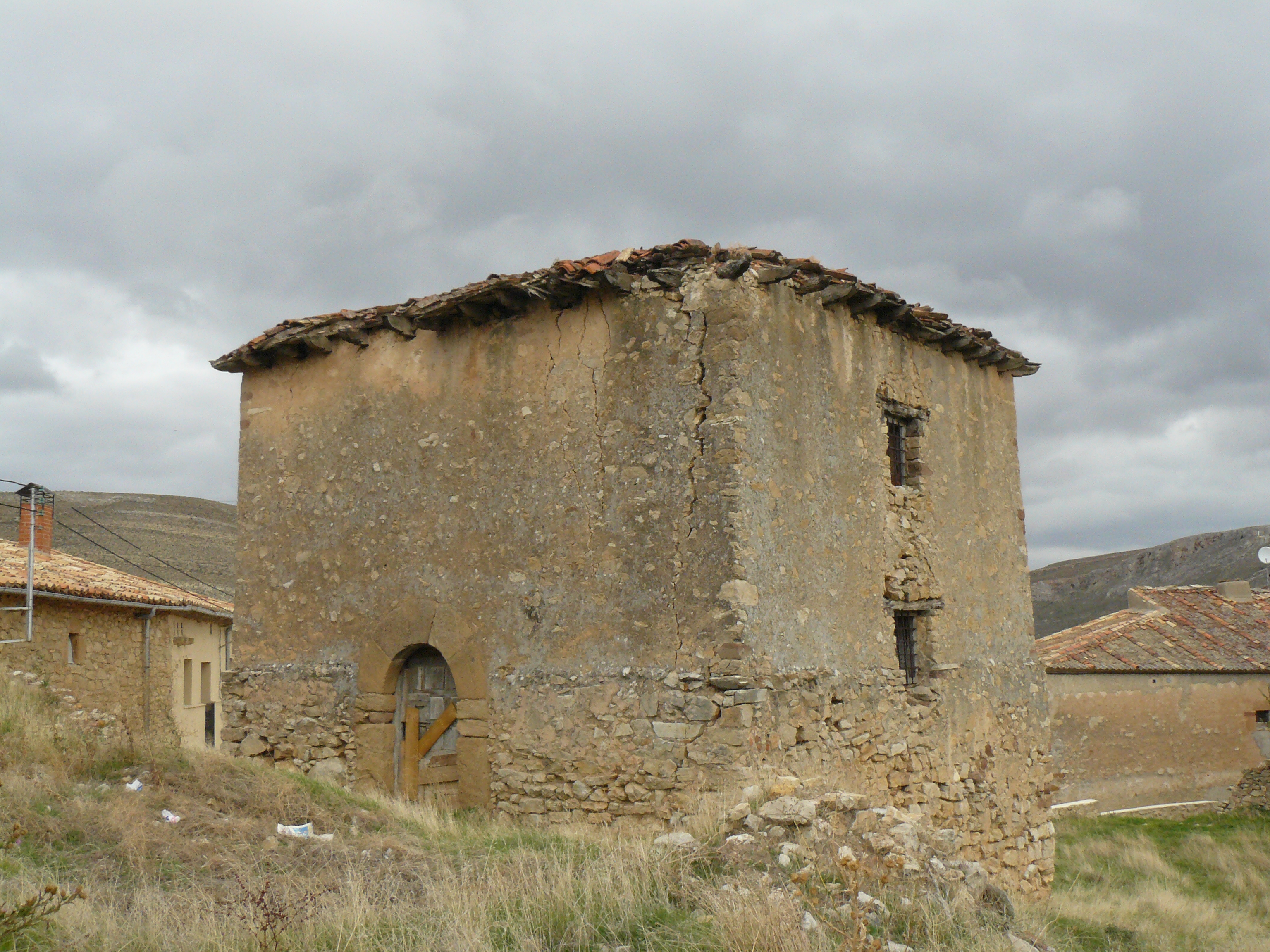
Gefängnis von Caracena
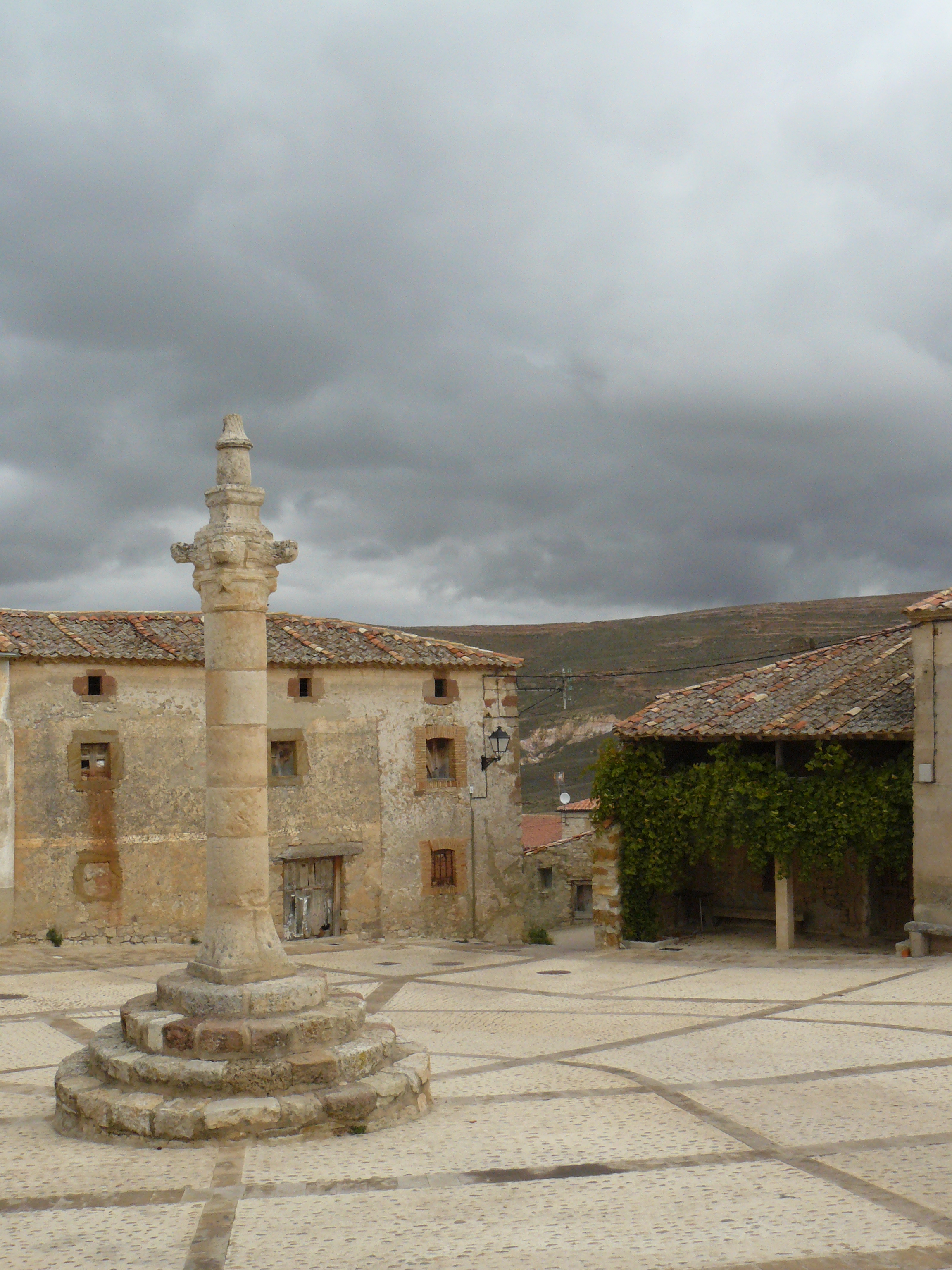
Gerichtssäule (rollo)
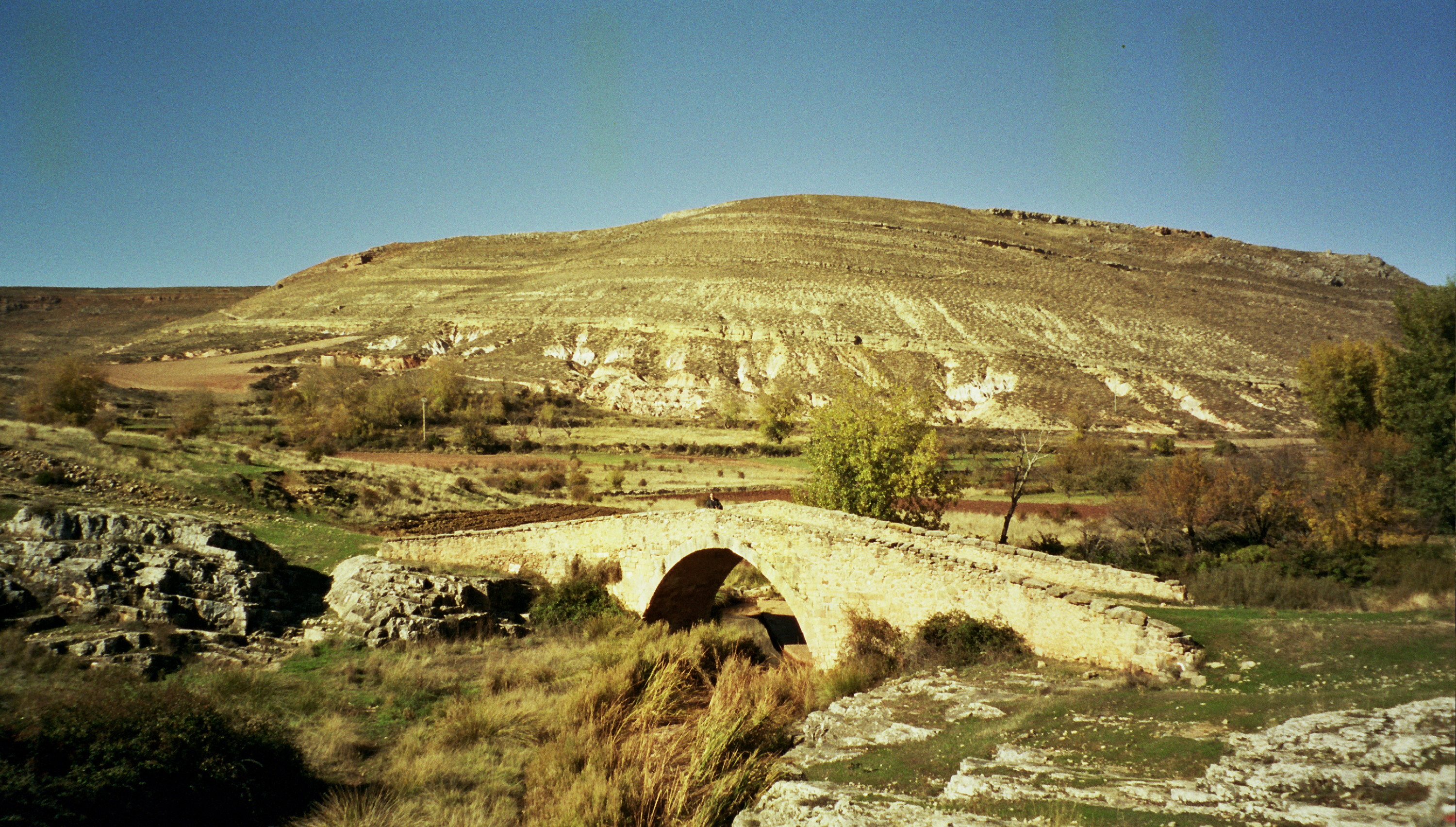
Brücke über den Río Caracena